# Conceptuele poëzie
Conceptuele poëzie (of conceptueel schrijven) wordt doorgaans onder de noemer van experimentele poëzie gevat en heeft zich in de late jaren negentig in Canada en de Verenigde Staten uit de conceptuele kunst ontwikkeld. Een tekst wordt conceptueel genoemd wanneer het concept dat eraan ten grondslag ligt belangrijker is dan de concretisering ervan.

## Ontstaan
Hoewel conceptuele kunst aan conceptuele poëzie voorafging en er al aan het begin van de twintigste eeuw teksten zijn geproduceerd die het predicaat conceptueel verdienen – bijvoorbeeld Gertrude Steins ‘Five Words in a Line’ en Marcel Duchamps La boît verte – werd het conceptualisme pas in het digitale tijdperk een literaire beweging. De omzetting van tekst in binaire code, het scala aan mogelijkheden tot tekstverwerking en de stortvloed van informatie hebben de totstandkoming van teksten ingrijpend veranderd. De dichter van vandaag opereert in een nieuw medialandschap.

## Kerngedachte
Conceptuele poëzie stelt het concept van het werk en de inspanning die nodig is om het te maken boven zijn expressieve en suggestieve inhoud. Kenneth Goldsmith, conceptueel dichter van het eerste uur, spoorde aan tot ‘niet-creatief’ schrijven, waarbij alle besluiten van tevoren worden genomen en de uitvoering nog slechts een werktuiglijke aangelegenheid is. ‘Het idee wordt een machine die de tekst vervaardigd.’ Deze kerngedachte keert zich tegen de traditionele opvatting dat schrijvers creatieve eenlingen zijn.
Conceptueel schrijven is meer geïnteresseerd in een denkerspubliek dan een lezerspubliek. Leesbaarheid is het laatste waar de dichter aan denkt.— Kenneth Goldsmith
Gezien het belang van het productieproces worden ook flarf, op beperkingen gebaseerd schrijven en procedureel schrijven tot de conceptuele poëzie gerekend. Vanessa Place en Robert Fitterman spreken in dit verband van schrijfpraktijken die allemaal ‘naar een groter idee buiten de tekst reiken’.
Dus, op een eigenaardige wijze, als je het concept begrijpt - dat voor in het boek moet staan - dan snap je het boek en hoef je het niet eens te lezen.  Ze zijn geschikter om over te praten dan om te lezen.— Kenneth Goldsmith

## Voorbeelden van conceptuele poëzie

### Nederlandstalig
- Dautzenberg, A.H.J. (2013). Na de punt (Asterion). Snookergedichten. Uitgeverij De Contrabas.
- Doveren, van, H. (2020). Wereldgemiddelde. Uitgeverij crU.
- Grootjans, L. (2014). Storage for Distorted Matter (Case P.M.). De zaak Piet Mondriaan. Stichting CBK Zeeland.
- Hof, van 't, T. (2011). Fantastisch dat je dit kan! Uitgeverij De Contrabas.
- Nauta, N. (2013). Hyperhaiku’s. Uitgeverij De Contrabas.
- Swets, W. (2016). Penelope. Een gedicht. Uitgeverij crU.

### Engelstalig
- Bök, C. (2001). Eunoia. Coach House Books.
- Dworkin, C. (2008). Parse. Atelos.
- Goldsmith, K. (2003). Day. The Figures.
- Kennedy, B. & Wershler-Henry, D. (2006). Apostrophe. ECW Press.
- Melgard, H. (2012). Black Friday. Troll Thread.
- Place, V. (2011). Statement of facts. Insert Blanc Press.

### Bloemlezingen
- Bergvall, C. & Browne, L. & Carmody, T. & Place, V (red.) (2012). I'll Drown My Book: Conceptual Writing by Women. Les Figues Press.
- Dworkin, C. & Goldsmith, K. (red.) (2011). Against Expression: An Anthology of Conceptual Writing. Northwestern University Press.